# Muppety (film)
Muppety (ang. The Muppets) – amerykański musical familijno-komediowy. Siódmy film fabularny z występem muppetów. Reżyserem filmu jest James Bobin. Scenariusz napisali Nicholas Stoller i odtwórca głównej roli w filmie Jason Segel. Światowa premiera tego filmu miała miejsce 23 listopada 2011 roku. W Polsce premiera nastąpiła 20 stycznia 2012 roku.

## Fabuła
Bracia Walter i Gary – mieszkańcy Smalltown – są fanami muppetów, w szczególności Walter, który oglądał ich program przez całe dzieciństwo. Kiedy Gary wybiera się ze swoją dziewczyną Mary w podróż do Los Angeles, aby świętować ich dziesiątą rocznicę, zabierają ze sobą Waltera, by mógł zwiedzić studio, w którym w przeszłości kręcono The Muppet Show. Gdy odłącza się od wycieczki, aby obejrzeć biuro Kermita, przypadkiem odkrywa, że Tex Richman planuje zniszczyć studio a na jego miejscu ma stanąć szyb naftowy. Jedynym sposobem na uratowanie budynku jest zorganizowanie przedstawienia, podczas którego uda im się zebrać 10 milionów dolarów. Cała trójka odnajduje Kermita, który – początkowo sceptyczny – daje się namówić do odszukania pozostałych muppetów. Po zebraniu wszystkich razem dostają dwie godziny czasu antenowego na swój program pod warunkiem, że w wystąpi z nimi jakaś gwiazda. Ponieważ wszyscy, do których dzwoni Kermit, odmawiają udziału, porywają Jacka Blacka i organizują przedstawienie z jego udziałem. Pomimo pomocy ze strony innych znanych osób, które w trakcie trwania programu decydują się dołączyć do muppetów, nie udaje im się uzbierać wystarczającej ilości pieniędzy. Kiedy opuszczają studio, zostają przywitani przez wiwatujący tłum, co przekonuje ich, że mimo wszystko odnieśli oni sukces, gdyż po wielu latach rozłąki udało im się zorganizować wspaniałe przedstawienie.

## Obsada
- Jason Segel jako Gary
- Amy Adams	jako Mary
- Chris Cooper jako Tex Richman
- Jim Parsons jako Walter w ludzkiej postaci
- Jack Black jako on sam, terapeuta Zwierzaka na kursie kontroli gniewu oraz gwiazda The Muppet Show
- Rashida Jones jako Weronika, dyrektor stacji CDE
- Emily Blunt jako recepcjonistka Panny Piggy we Francji
- Alan Arkin jako pilot wycieczek w studiu muppetów
- Zach Galifianakis jako Hobo Joe, pierwszy gość na widowni w studiu
- Dave Grohl jako Animal, perkusista The Muppets
- Bill Cobbs jako dziadek
- Kristen Schaal jako prowadząca kurs kontroli gniewu
- Neil Patrick Harris jako on sam
- Whoopi Goldberg jako ona sama
- Selena Gomez jako ona sama
- Rico Rodriguez jako on sam
- John Krasinski jako on sam

Ze względu na ograniczenia czasowe z filmu usunięto wiele scen, w których wystąpili między innymi: Danny Trejo, Billy Crystal, Kathy Griffin, Mila Kunis, Ricky Gervais (widoczny podczas tańca finałowego, niewymieniony w czołówce), Wanda Sykes, Lady Gaga.

## Wersja polska
Opracowanie wersji polskiej: SDI Media Polska
Reżyseria: Wojciech Paszkowski
Dialogi: Jan Jakub Wecsile
Teksty piosenek: Michał Wojnarowski
Kierownictwo muzyczne: Agnieszka Tomicka
Kierownictwo produkcji: Beata Jankowska, Marcin Kopiec
W wersji polskiej udział wzięli:
- Paweł Podgórski – Gary
- Aneta Todorczuk-Perchuć – Mary (dialogi)
- Zofia Nowakowska – Mary (piosenki)
- Miłogost Reczek – Tex Richman
- Edyta Olszówka – Female TV Executive
- Radosław Popłonikowski – Jack Black
- Cezary Morawski – Hobo Joe
- Jacek Bończyk – Walter
- Michał Zieliński – Kermit Żaba/Panna Piggy/Krewetka Pepe
- Grzegorz Pawlak – Statler/Dr. Ząb
- Katarzyna Kwiatkowska – Pipeta
- Karol Wróblewski – Gonzo
- Jarosław Boberek – Waldorf/Miś Fozzie/Zwierzak
- Michał Meyer – Dr Bunsen Melonowicz/Szwedzki Kucharz
- Rafał Rutkowski – Orzeł Sam/Panna Poogy
- Wojciech Paszkowski – Marvin Suggs/Sierżant Floyd Pepper
- Arkadiusz Jakubik – Rowlf
- Jakub Szydłowski – Śmiertelny wujek
- Tomasz Steciuk – Chrobot
- Waldemar Barwiński – Skuter
- Andżelika Piechowiak – Janice

W pozostałych rolach:
- Anna Wodzyńska
- Olga Omeljaniec
- Bożena Furczyk
- Beata Łuczak
- Joanna Kudelska
- Julia Kołakowska
- Grzegorz Kwiecień
- Janusz Wituch
- Jacek Król
- Cezary Kwieciński
- Andrzej Chudy

Oraz chór w składzie:
- Anna Frankowska
- Olga Szomańska
- Anna Sochacka
- Adam Krylik
- Marcin Mroziński
- Łukasz Talik
- Katarzyna Pysiak
- Agnieszka Tomicka
- Anna Karwan
- Krzysztof Pietrzak
- Daniel Wojsa
- Mirön Leguouseèr